# 邱氏澤蟹
邱氏澤蟹（学名：Geothelphusa chiui）为溪蟹科泽蟹属的动物。分布于台湾岛等地，一般栖息于溪流石下及泥洞中。其生存的海拔范围为50至200米。

## 發現及辭源
本物種的種小名「chiui」乃是紀念台灣大學寄生蟲學系的邱瑞光教授。邱氏於1960年12月採集到本物種，並詳細描述了該物種與並殖屬（Paragonimus）寄生蟲之間的關聯，但當時並沒有對該物種進行分類學上的處理。直至1974年，嶺井久勝才以邱瑞光採集到的標本發表新種，並以邱氏的標本為該物種的正模式標本。